# Kostel svaté Barbory (Žilina)
Kostel sv. Barbory, známý také jako Františkánský kostel, je barokní stavba v Žilině, ulice M. Hurbana.
Postavili ho členové Řádu františkánů v letech 1704 až 1730, které do Žiliny v roce 1703 uvedl palatin Pavol Esterházy. Kostel byl postaven v chudé ulici na tehdejším okraji města, jak bylo u františkánů zvykem. Přibližně v době, kdy byla postavena věž (1728), byla zřízena i krypta s hlavním oltářem pod věží i pod Loretou. Zatímco v kryptách za oltářem a pod věží jsou pohřbeni členové řehole, v kryptě pod Loretou jsou pohřbeni laici. Tato kulturní památka je slovenský unikát, který se i v zahraničí objevuje zřídka. Nachází se zde jediná dvojice varhan od významného slovenského stavitele těchto nástrojů, frátera Peregrina Wernera. Pochází z první poloviny 18. století. Tvoří ho velké varhany umístěné na hlavní kruchtě a menší, které jsou rozděleny na dvě části po bocích hlavního oltáře. Ten využívali mniši, podobně jako oratorium a prostor za oltářem na vlastní pobožnosti. Z hlavních velkých varhan se zachovala jen barokní skříň, kdežto z malých se skříň i většina nástrojových komponentů dochovala.
Velmi hodnotné je vnitřní barokní zařízení chrámu - oltáře, sochy, kazatelna, hladké i točené postranní sloupy i oltářní obrazy. Obrazy hlavního oltáře v roce 1891 namaloval P. Konrád Švestka (1833 - 1907). Obraz na oltáři zobrazuje sv. Barboru. Na tomto obraze je namalována i věž Budatínského zámku, a to jako v té době vypadala - bez střechy. Nad tímto obrazem je menší malba sv. Barbory. Součástí původního interiéru kostela je loretánská kaple.
Slavnostní konsekrace kostela se konala 27. července 1834 Mons. Josefem Vurumem, diecézním biskupem nitranské diecéze. Do hlavního oltáře vložil relikvie sv. mučedníků Klementa, Jukundy a Inocence. Konsekrace se konala až po 110 letech od postavení kostela.
Svatý Klement patřil mezi učedníky sv. Cyrila a Metoděje, byl Veličským biskupem a zemřel 27. července 916. Mezi učedníky také patřil sv. Gorazd, jehož liturgická památka připadá také na 27. červenec.
1. července 2010 rozhodl diecézní biskup žilinské diecéze, že Kostel sv. Barbory bude od toho dne patřit pod duchovní správu bratří dominikánů v čele s fr. Kristianem Salamonem OP. V září 2011 byl za nového rektora jmenován fr. Šimon Tyrol OP.
1. června 2012 se v kostele sv. Barbory konala akce Noc Kostelů pod záštitou arcibiskupa Róberta Bezáka.